# بلايني هاردن
بلايني هاردن (بالإنجليزية: Blaine Harden)‏ هو كاتب غير روائي وكاتب وصحفي أمريكي، ولد في 1952.